# Siglo XX corto
El siglo XX corto o corto siglo XX (en inglés: short twentieth century) es un concepto originalmente propuesto por el historiador y miembro de la Academia Húngara de Ciencias Iván Berend, y que fue desarrollado por el historiador y autor marxista británico Eric Hobsbawm, para referirse al período de 77 años comprendido entre 1914 y 1991, entre el comienzo de la Primera Guerra Mundial y el colapso de la Unión Soviética.

## Concepto
La cadena de grandes hechos o eventos involucrados representó cambios significativos en la historia europea y mundial, tanto que las afectaron y redefinieron completamente.
Según Hobsbawm, el corto o tardío siglo XX comenzó con el estallido de la Primera Guerra Mundial de 1914-1918, la que finalmente causó la caída o el hundimiento de los imperios alemán, otomano, austrohúngaro y ruso (este último a causa de las sucesivas revoluciones de Febrero y de Octubre -o bolchevique- de 1917).
La Segunda Guerra Mundial de 1939-1945 fue producto de la Primera (sobre todo debido a las pérdidas territoriales y condiciones de desarme que se le habían impuesto a la derrotada Alemania en el tratado de Versalles de 1919). Finalmente la posterior Guerra Fría (aproximadamente 1947-1989) fue consecuencia de la Segunda Gran Guerra y terminó con la disolución de la Unión Soviética a finales de 1991 (la cual, a su vez había sido presagiada por la caída en 1989 de los regímenes comunistas del denominado “socialismo real” en los países del Bloque del Este).
El término análogo y complementario es el largo siglo XIX, también acuñado por Hobsbawm, el cual denota el período histórico comprendido entre 1789 y 1914.

## Nota
- Esta obra contiene una traducción  derivada de «The short twentieth century» de Wikipedia en inglés, publicada por sus editores bajo la Licencia de documentación libre de GNU y la Licencia Creative Commons Atribución-CompartirIgual 4.0 Internacional.

- Datos: Q3769095